# Wieslautern

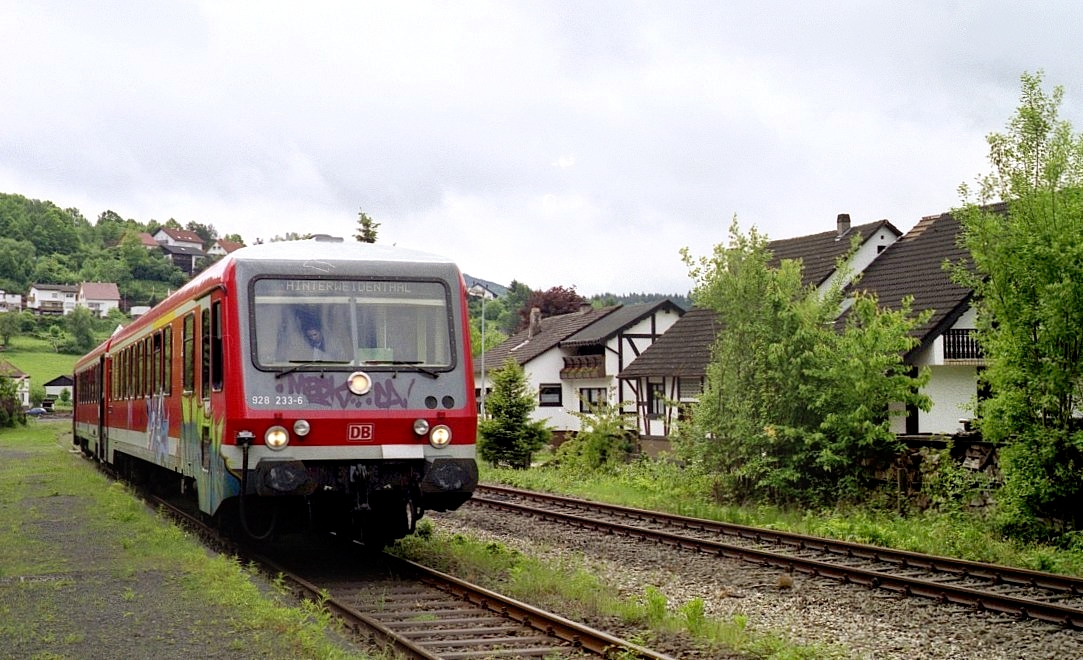
Wieslauterbahn im ehemaligen Ortsteil Bundenthal

Wieslautern ist eine ehemalige Ortsgemeinde, die von 1969 bis 1989 im heutigen Landkreis Südwestpfalz (Rheinland-Pfalz) bestand. Sie gehörte der Verbandsgemeinde Dahner Felsenland an und war aus den Gemeinden Bruchweiler-Bärenbach und Bundenthal gebildet worden, die heute wieder eigenständig sind.

## Geographie
Wieslautern lag südlich der Stadt Dahn und nördlich der Grenze zum französischen Elsass im Dahner Felsenland, einem Teil des westlichen Wasgaus. Durch das Gemeindegebiet führte die Landesstraße 489, neben der die Trasse der Wieslauterbahn verläuft. Wie der Name der Bahnlinie war auch derjenige der Gemeinde von der Lauter abgeleitet. Dieser linke Zufluss des Rheins durchquert das Gemeindegebiet und wird hier am Oberlauf Wieslauter genannt.

## Geschichte

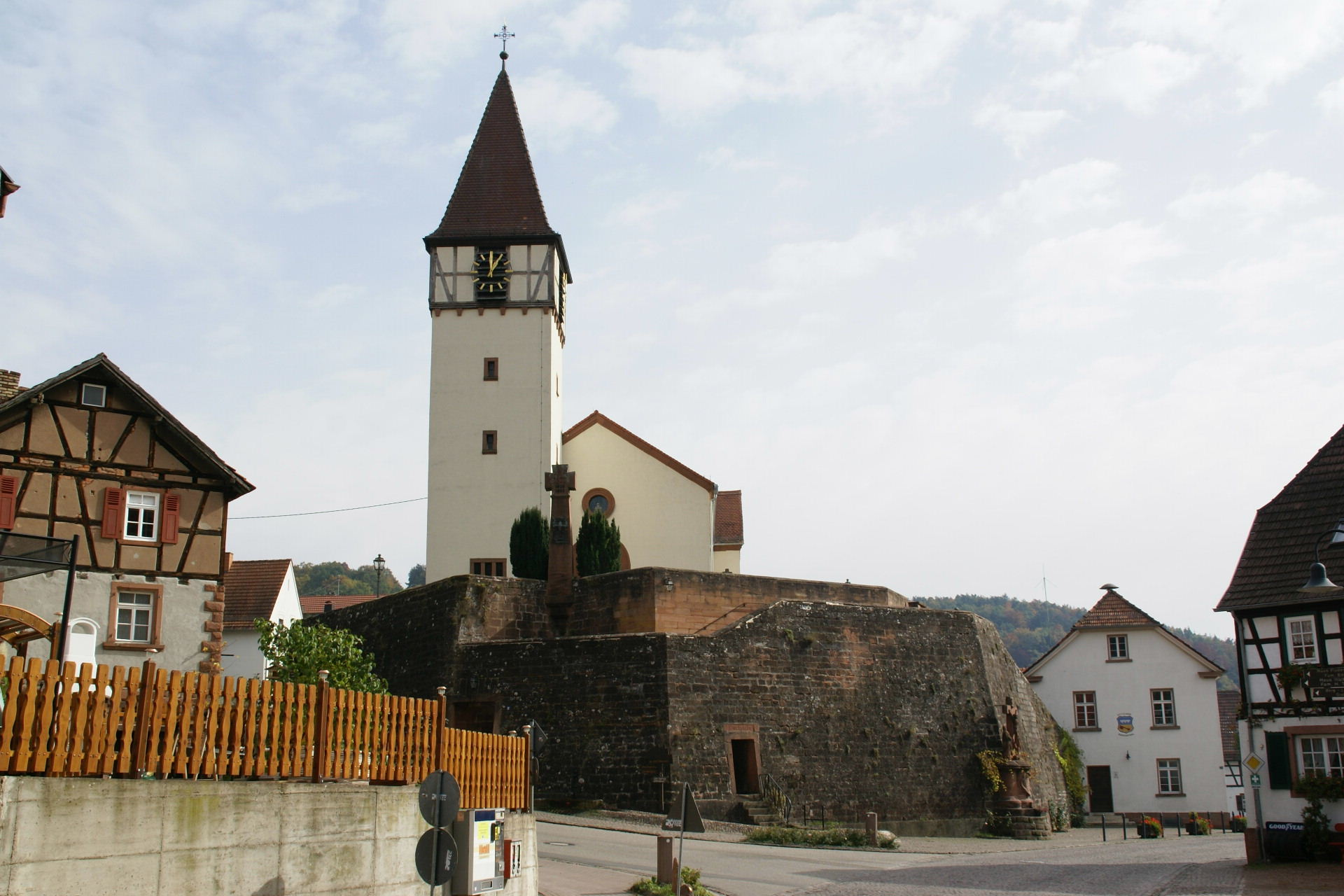
Ortskern von Bundenthal mit Kirche

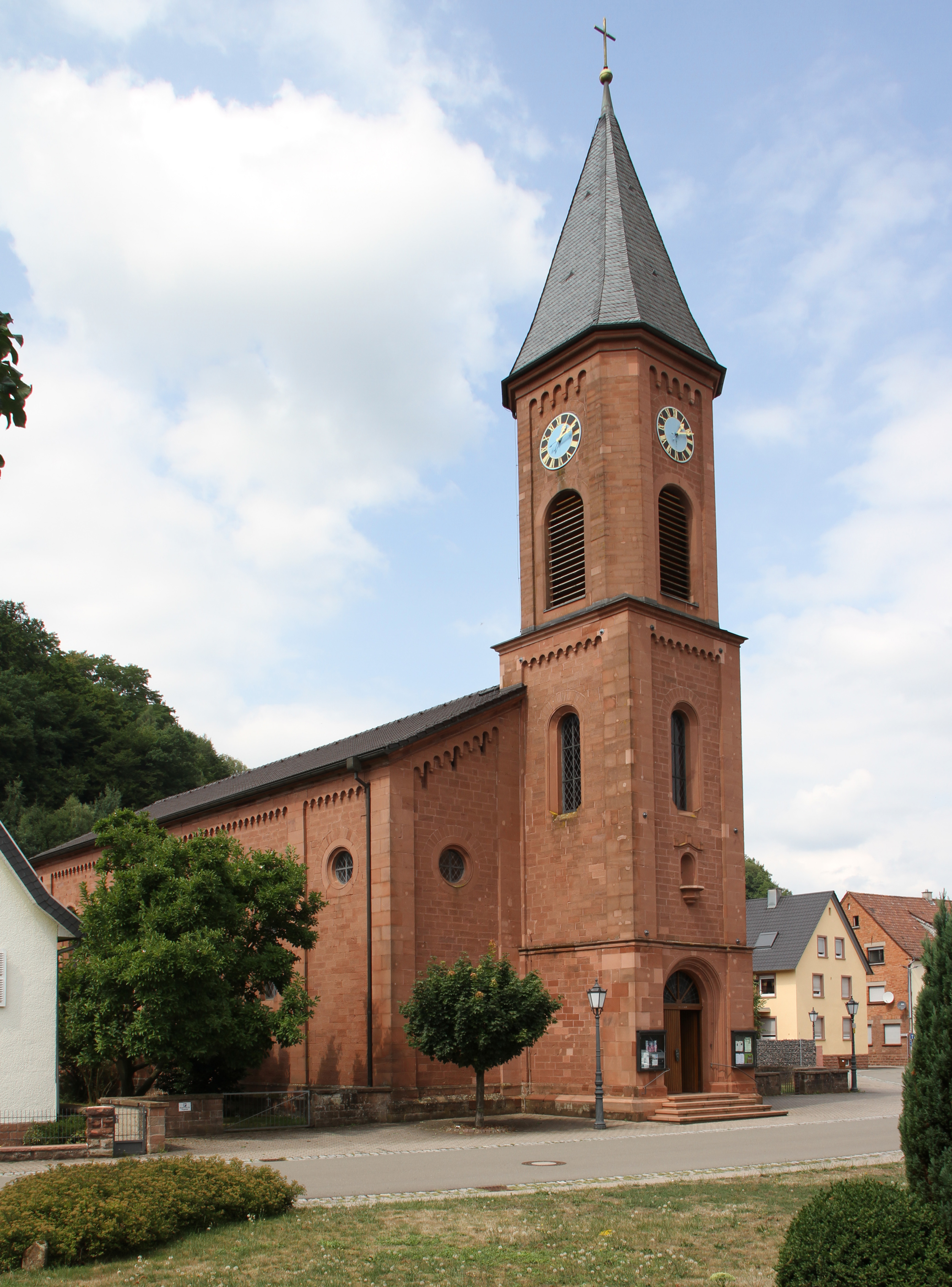
Ortskern von Bruchweiler-Bärenbach mit Kirche

Im Zuge der rheinland-pfälzischen Verwaltungsreform wurden die beiden zuvor selbstständigen Gemeinden Bruchweiler-Bärenbach im Norden und Bundenthal im Süden am 7. Juni 1969 zur neuen Gemeinde Wieslautern zusammengeschlossen.
Der mit etwa 40 % der Einwohner kleinere Ortsteil Bundenthal fühlte sich im Wieslauterer Gemeinderat von Anfang an unzureichend repräsentiert und stellte sich der Fusion entgegen. Nach zwanzigjährigen Bemühungen erreichte Bundenthal, dass Wieslautern am 17. Juni 1989 per Landesgesetz aufgelöst wurde. Seither sind Bruchweiler-Bärenbach und Bundenthal wieder eigenständige Gemeinden.

## Wappen
Das Wappen der Gemeinde wurde am 20. November 1984 durch die Kreisverwaltung Pirmasens genehmigt. Es ist schrägrechts geteilt. Oben liegt aus dem Wappen von Bundenthal ein dreilätziger hellblauer Turnierkragen, darunter ein schrägrechts gelegter roter Schlüssel. Unten wachsen vier grüne Schilfkolben, die dem Wappen von Bruchweiler-Bärenbach entstammen. Das schrägrechts verlaufende hellblaue Wellenband symbolisiert die Wieslauter.